# پترا هوگونینگ
پترا هوگونینگ (انگلیسی: Petra Hogewoning؛ زادهٔ ۲۶ مارس ۱۹۸۶) بازیکن فوتبال اهل پادشاهی هلند است.
از باشگاه‌هایی که در آن بازی کرده‌است می‌توان به اسکای بلو اف‌سی و باشگاه فوتبال اف‌سی‌آر ۲۰۰۱ دویسبورگ اشاره کرد.
وی همچنین در تیم ملی فوتبال زنان هلند بازی کرده‌است.